# Papinsaaret (öar i Lappalanjärvi)
Papinsaaret är två öar i Finland. De ligger i sjön Lappalanjärvi och i kommunen Kouvola i den ekonomiska regionen  Koivola  och landskapet Kymmenedalen, i den södra delen av landet, 130 km nordost om huvudstaden Helsingfors. Den större öns area är 0,8 hektar och dess största längd är 150 meter i sydöst-nordvästlig riktning.  Den mindre ön ligger omkring 50 meter sydöst därom.